# Aero L-169
Aero L-169 AJT (Advanced Jet Trainer) byl projekt dvoumístného podzvukového pokračovacího cvičného letounu, případně též lehkého bitevního letounu. Dle záměru výrobce Aero Vodochody se mělo jednat o perspektivní náhradu ve světě stále rozšířeného stroje L-39 Albatros. Konstrukčně měl letoun vycházet z bitevníku L-159 Alca, respektive jeho dvoumístné cvičné varianty L-159B. Hlavní odlišností měla být zástavba avioniky a dalších systémů od českých výrobců, možnost pohonu jiným než americkým motorem a nově zkonstruované, tzv. mokré křídlo, se zabudovanými nádržemi. Vzlet prototypu byl plánován na rok 2015.
Společnost Aero Vodochody namísto toho v roce 2014 představila další generaci původního Albatrosu, letoun Aero L-39NG, jehož prototyp poprvé vzlétl 14. září 2015. Tovární letoun L-159B, který měl být přestavěn na prototyp L-169 AJT, prochází v roce 2015 přestavbou na novou verzi „alky“ s názvem L-159T2, která má být na rozdíl od stávající L-159T1 plnohodnotným dvoumístným cvičně bojovým typem.

## Vývoj

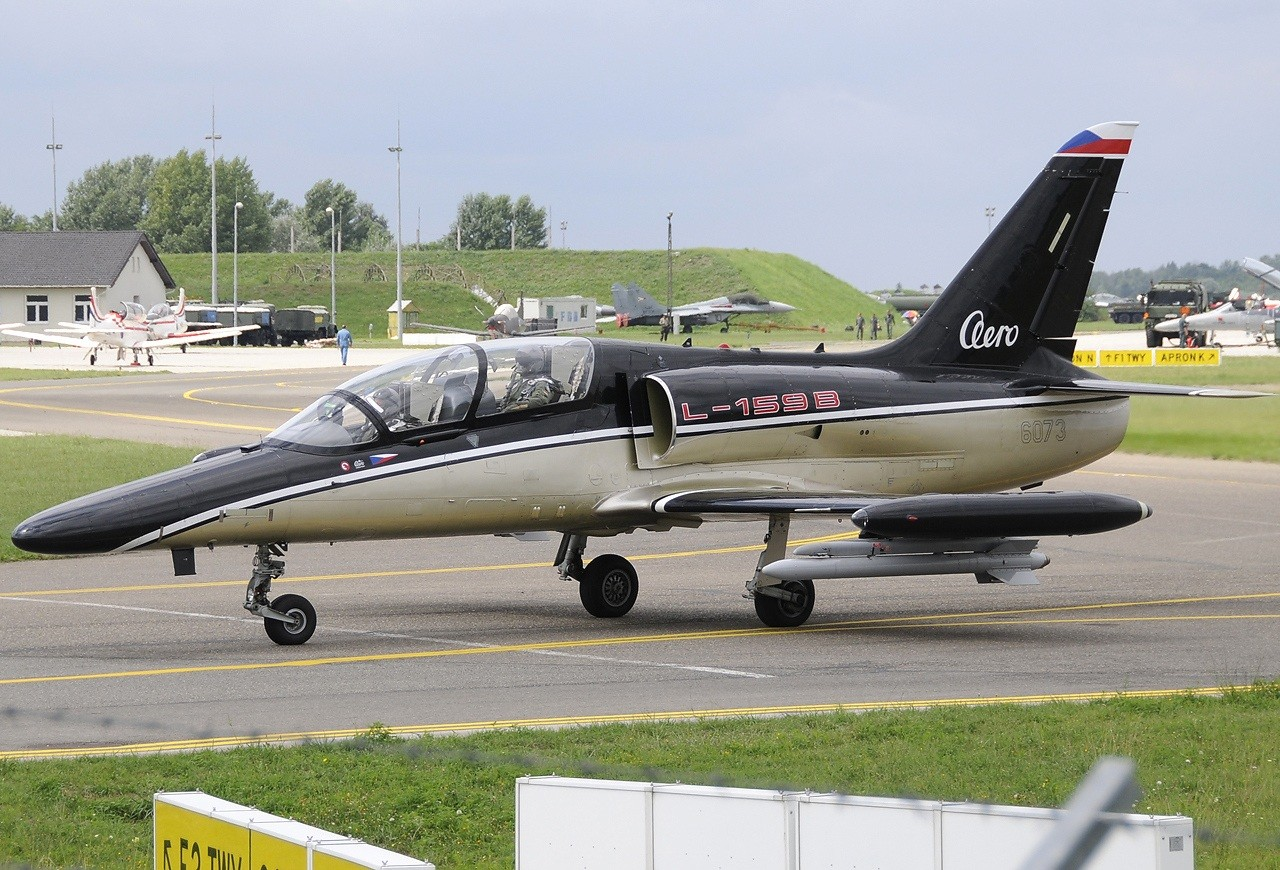
Tovární L-159B bude upraven na verzi L-159T2 (namísto L-169)

V roce 2006 zveřejnil magazín Jane's Defence Weekly informace o plánu společnosti Aero Vodochody na vývoj nové verze L-159, která by byla určená pro jiné než západní trhy s cílem zvýšit exportní možnosti. Projekt počítal s náhradou americké pohonné jednotky Honeywell/ITEC F124 a dalších systémů. Podle představitelů společnosti znemožňovalo americké vybavení vývoz do zemí Asie, Afriky a Latinské Ameriky. Tyto státy měly vyjadřovat obavy o dlouhodobou dostupnost náhradních dílů a komponentů, které byly závislé na zahraničně-politických rozhodnutích vlády Spojených států. Aero Vodochody proto vybralo pro novou verzi letounu vylepšenou variantu ukrajinského motoru ZMKB Progress Al-25 TL.
V roce 2013 česká média informovala o projektu s názvem L-169 AJT, který kromě vývoje nového letounu zahrnoval též řadu jednotlivě využitelných dílčích modernizací. Podle výrobce měl L-169 na základě průzkumu trhu a díky zkušenostem zahraničních uživatelů s cvičnými letouny L-39 Albatros šanci uspět v zemích, které si nemohly z důvodu vývozních restrikcí pořídit stroje ALCA (například ve státech bývalého SSSR). L-169 měl využívat řadu českých komponentů včetně elektroniky a softwaru a nabízet modulární koncepci, tj. přizpůsobení různých součástek dle požadavků zákazníka (například využití odlišné pohonné jednotky). Další výhodou měla být zcela nová konstrukce křídel s vnitřními nádržemi, která zvyšuje dolet letounu až o 600 km oproti L-159.
Programy související s vývojem L-169 by se podle projektového manažera Aera Martina Mamuly mohly stát základem modernizované verze Alcy pro české letectvo, které projevilo zájem o úpravu letounů L-159T1 na standard vylepšené verze T2.

## Specifikace (L-169)

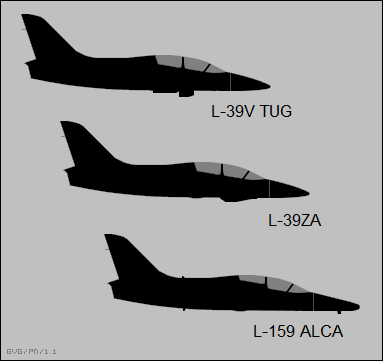
Srovnání různých verzí L-39 a L-159

Prototyp měl poprvé vzlétnout v roce 2015; jedná se o předpokládané výkony.

### Technické údaje
- Posádka: 2
- Délka: ?
- Rozpětí: ?
- Výška: ?
- Nosná plocha: ?
- Prázdná hmotnost: ?
- Maximální vzletová hmotnost: 8 000 kg
- Pohonná jednotka: 1x dvouproudový motor - výběr na přání zákazníka
- Tah pohonné jednotky: ?
- Pomocná energetická jednotka (APU): ?

### Výkony
- Maximální rychlost: 930 km/h
- Dolet - bez přídavných palivových nádrží: 1 900 km
- Dolet - s přídavnými palivovými nádržemi: ? (množství paliva v přídavných nádržích: 810 kg)
- Dostup: 12 700 m
- Stoupavost: 50 m/s
- Vzletová dráha: ?